# Cyclosa quinqueguttata
Cyclosa quinqueguttata là một loài nhện trong họ Araneidae.
Loài này thuộc chi Cyclosa. Cyclosa quinqueguttata được Tord Tamerlan Teodor Thorell miêu tả năm 1881.